# Бирн, Линда
Линда Бирн — ирландская легкоатлетка, которая специализируется в беге на длинные дистанции. Чемпионка Европы по кроссу 2012 года в командном первенстве.
31 октября 2011 года заняла 6-е место на Дублинском марафоне с результатом 2:36.21, тем самым она преодолела квалификационный норматив 2:37.00 и получила право выступать на Олимпиаде в Лондоне.
На олимпийском марафоне она заняла 66-е место, показав время 2:37.13.

## Чемпионаты мира по кроссу
- Эдинбург 2008 — 57-е место
- Амман 2009 — 65-е место
- Быдгощ 2010 — 69-е место
- Быдгощ 2013 — 32-е место